# Eroi di Lallor
Gli Eroi di Lallor sono un gruppo di personaggi dei fumetti pubblicati dalla DC Comics. Sono dei supereroi nell'Universo DC e sono comparsi in storie presentate in Adventure Comics, che avevano come protagonisti la Legione dei Supereroi.

## Storia
Gli Eroi di Lallor originali erano cinque giovani dotati di superpoteri, nati durante lo stesso periodo su Lallor, un pianeta governato da una dittatura. Nacquero così dopo che i loro genitori furono esposti a delle radiazioni atomiche. Furono cresciuti dal governo, ma furono infine banditi per essersi opposti al regime. Poiché comparvero per la prima volta in Adventure Comics n. 324, questi eroi avevano poteri superiori a quelli dei membri della Legione dei Supereroi, come spesso avviene per personaggi DC con origini più arcaiche. Furono ingannati nel tentativo di distruggere la Legione da un criminale collegato al Re della Giungla, morto in precedenza combattendo proprio la Legione. Durante la battaglia, Duplicate Boy e Shrinking Violet si innamorarono; continuarono la loro relazione dopo che fu scoperta la verità sugli Eroi. Alla fine della storia, la dittatura su Lallor fu rovesciata e gli eroi decisero di rimanere sul loro pianeta.
In Adventures Comics n. 339, uno dei membri, Beast Boy, emarginato dalla società lalloriana, si rifugiò su un pianeta giungla, Vorn. Qui egli guidò gli animali in una rivolta contro gli esseri umani. Morì salvando una ragazzina dall'attacco di uno degli animali. Fu seppellito su Shanghalla, il pianeta memoriale.
Gli Eroi di Lallor aiutarono la Legione numerose volte contro i Fatal Five e Darkseid.
Duplicate Boy e Shrinking Violet si liberarono dopo che lei fu rapita dai ribelli imskiani e rimpiazzata nella Legione da un Durlan di nome Yera. Violet affronta Duplicate Boy smascherando l'impostora tramite i raggi-X ma fallisce nel tentativo di salvarla
Gli Eroi di Lallor fecero una sola apparizione nella continuity post-Ora Zero della Legione. In Legionnaires n. 49 (giugno 1997), in una singola vignetta, dove venne detto loro che non potevano aiutare la Legione, dato che servivano su Lallor. I membri mostrati in questa scena sono Beast Boy, Gas Girl e Splitter.

## Membri degli Eroi di Lallor
- Beast Boy (Ilshu Nor) - Capace di trasformarsi in un animale o bestia e duplicare le loro speciali abilità. Non ha alcuna relazione con Beast Boy dei Teen Titans.
- Evolvo Lad (Sev Tcheru) - Capace di evolversi in un umano super intelligente con un cranio enorme e de-evolversi in un Cro-Magnon super forte.
- Duplicate Boy (Ord Quelu o Quelu Ord) - Capace di replicare ogni superpotere.
- Life Lass (Somi Gan) - Capace di animare ogni oggetto.
- Gas Girl (Tal Nahii) - Capace di tramutarsi in ogni gas o vapore.